# Анджелика (кратер)
Анджелика (англ. Angelica) — небольшой (диаметр 3,5 км) ударный кратер в квадранте MC-13 SYR на Марсе; координаты центра 18°32′46″ с. ш. 76°57′07″ в. д. / 18,546° с. ш. 76,952° в. д.. Расположен на северо-восток от более крупного (диаметр ~49 км) кратера Езеро, и к северу от русла бывшей реки Неретвы, почти соприкасаясь с её левым берегом южной частью своей кромки. На карте USGS показано, что после прохождения зоны выбросов кратера русло Неретвы меняет своё направление на 90°, с северо-восточного на юго-западное. Расстояние по прямой между кромками двух кратеров немного больше 19 км; соединяющая их условная линия проецируется на место «прорыва» Неретвой кромки Езера, за которым внутри последнего начинается веерообразная дельта поверх нанесённых отложений.
Кратер «Анджелика» подробно картографирован с составлением детальной стратиграфии силами Геологической службы США (USGS) с изданием карты и геологического описания в 2020 году в связи с подготовкой к высадке экспедиции НАСА Марс-2020 в кратер Езеро для поисков свидетельств древнейших примитивных форм жизни, в том числе, в районе дельты Неретвы.

## Стратиграфия
В пределах карты USGS кратер Анджелика упоминается в описаниях следующих стратиграфических подразделений:
Гладкий неразделённый слой (Smooth unit, undivided) — Гладкий, промежуточных тонов, без особых отличительных черт с редкими включениями тёмных тонов (например, в 17°51′ с. ш. 77°30′ в. д. / 17,85° с. ш. 77,50° в. д.), встречающийся по большей части на крутых внутренних склонах кратеров Езеро и Седона, на Nili Planum к востоку от Седоны, а также в локальных низменностях. Стратотип: 17°50′ с. ш. 77°41′ в. д. / 17,84° с. ш. 77,68° в. д..
Интерпретация
Отложения, обусловленные массовым выветриванием; обширными отложениями вулканического или эолового происхождения либо остаточным скоплением песка, гальки и булыжников из-за эоловой денудации ландшафта.
Породы кромки кратера (Crater rim unit) — неровный, от светлых до промежуточных тонов; относительно высокие уступы, окружающие круглые или квазициркулярные впадины диаметром более 500 метров. Стратотип: 18°02′ с. ш. 77°31′ в. д. / 18,04° с. ш. 77,51° в. д.. Стратификация от метрового до дециметрового диапазона наблюдается на внутренних стенках кромки чаши кратеров Седона и Анджелика. Стратификация имеет место и по кромке кратера Езеро, где в разрешении HiRISE наблюдаются свидетельства деформации и разломов (18°28′ с. ш. 77°16′ в. д. / 18,46° с. ш. 77,26° в. д.). На кадрах в разрешении HiRISE в cr идентифицируется мегабрекчия.
Интерпретация
Недифференцированные породы мишени (target rock), вскрытые и поднятые ударом. Слоем-мишенью в случае Езеро был Nnp1. Высоко размещённые отложения cr близ западной и южной стенок кратера Езеро — мегабрекчия, представляющая собой обрушившиеся части кромки переходной полости кратера.

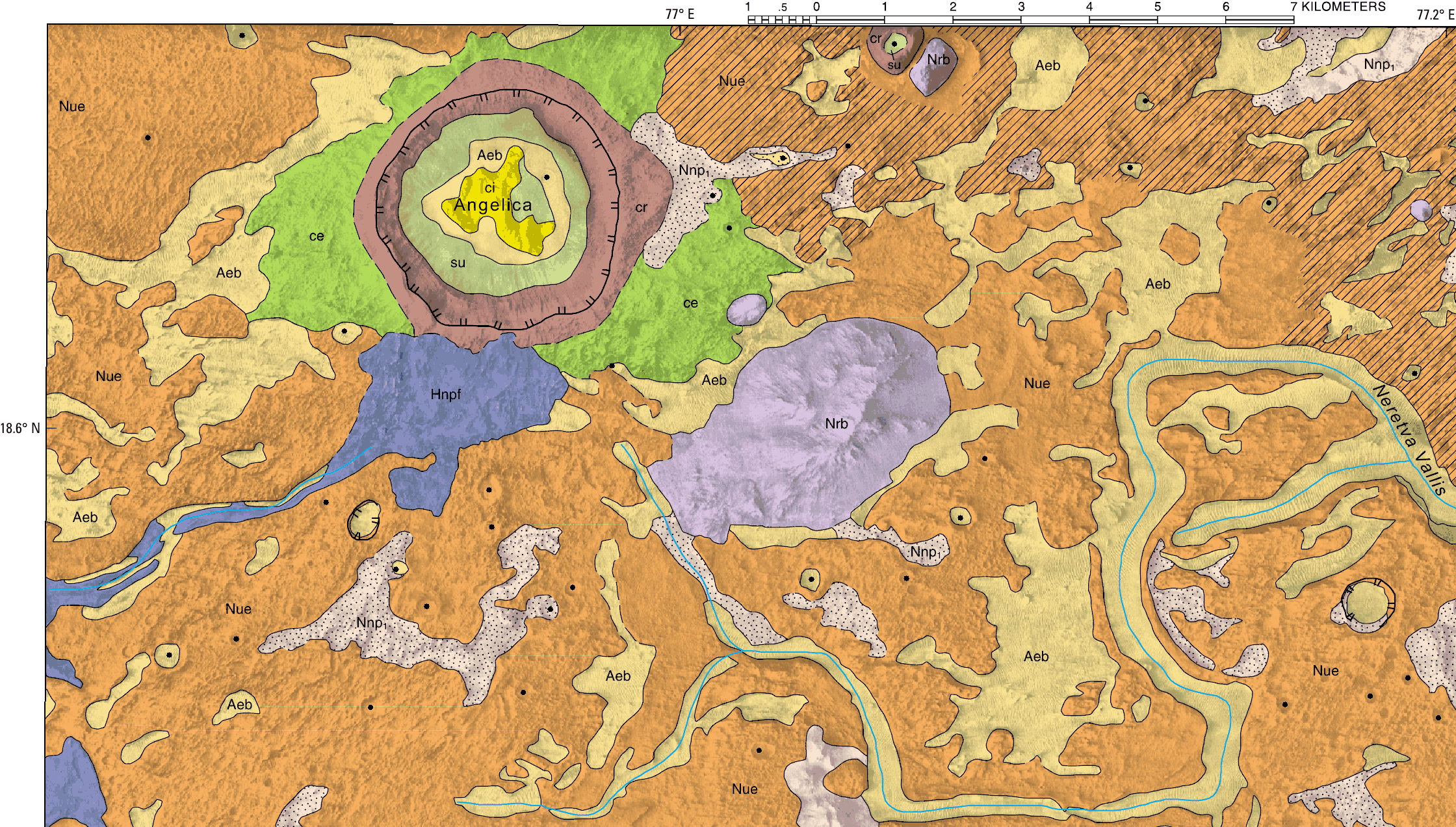
Геологическая карта кратера «Анджелика» и долины Неретвы (Neretva vallis)

Выбросы кратеров (Crater ejecta unit) — неровный, бугристый, разной тональности слой, встречающийся вокруг кратеров Седона, Анджелика и безымянного кратера (17°52′ с. ш. 77°18′ в. д. / 17,87° с. ш. 77,30° в. д.). Содержит часто встречающиеся линейные детали (lineations) и редкие языкообразные уступы. Стратотип: 17°45′ с. ш. 77°30′ в. д. / 17,75° с. ш. 77,50° в. д.. Большинство линейных деталей вокруг кратеров Седона и Анджелика расходятся от их центров; некоторые линейные детали вокруг кратера Седона следуют направлению языков уступов, например, на 17°50′ с. ш. 77°26′ в. д. / 17,83° с. ш. 77,43° в. д.).
Интерпретация
Отложения и недифференцированный слой пород мишени (target rock), перемещённый при ударном выбросе. Слоем-мишенью в случае Езеро был Nnp1.
Внутренние породы кратера (Crater interior unit) — неровные, от светлой до промежуточной тональности невысокие бугры внутри кратеров Седона и Анджелика. Площадь бугров варьируется от нескольких сот квадратных метров до 1,5 км2, высота может достигать нескольких десятков метров. Стратотип: 17°50′ с. ш. 77°34′ в. д. / 17,84° с. ш. 77,56° в. д..
Интерпретация
Осыпавшиеся породы кромки кратера (cr) или залежи неопределённого (осадочного или вулканического) происхождения, сформировавшиеся внутри кратеров Седона и Анджелика в поздний нойский период и впоследствии размытые эрозией до нынешнего состояния. Может коррелировать со слоем Nue.